# Scott Rudin
Scott Rudin (ur. 14 lipca 1958 w Baldwin) – amerykański producent filmowy, telewizyjny i teatralny.

## Życiorys

### Wczesne lata
Rudin urodził i wychowywał się w Baldwin, w Nowym Jorku, w żydowskiej rodzinie.

### Kariera
Rudin początkowo pracował jako reżyser obsady, następnie zaczął karierę producencką. Pierwszą wyprodukowaną przez niego produkcją był fantastycznonaukowy thriller telewizyjny Zemsta żon (Revenge of the Stepford Wives, 1980).
Jest producentem takich filmów, jak m.in. Rodzina Addamsów, Clueless, Truman Show, Zoolander, Szkoła rocka, To nie jest kraj dla starych ludzi, The Social Network, Dziewczyna z tatuażem, Płoty i Lady Bird. Na Broadwayu był zdobywcą 17 nagród Tony za takie musicale, jak Księga Mormona, Hello, Dolly! i Passion.
Rudin jest założycielem własnej firmy produkcyjnej Scott Rudin Productions, pierwszą produkcją wytwórni był dramatyczny film obyczajowy Pani Soffel (Mrs. Soffel, 1984).

## Życie prywatne
Jest żonaty z Johnem Barlowem, który był właścicielem przedsiębiorstwa komunikacyjnego Barlow-Hartman Public Relations, na Broadwayu. W 2019 roku wspólnie kupili trzypiętrowy dom w West Village, w Nowym Jorku.

## Filmografia
- Król Cyganów (King of the Gypsies, 1978) – reżyser obsady
- Ostatni uścisk (Last Embrace, 1979) – reżyser obsady
- Włóczęgi (The Wanderers, 1979) – reżyser obsady
- Simon (1980) – reżyser obsady
- W głębokim ukryciu (Hide in Plain Sight, 1980) – reżyser obsady
- Zmartwychwstanie (Resurrection, 1980) – reżyser obsady
- Szybciej tańczyć nie umiem (I’m Dancing as Fast as I Can, 1982) – producent
- Buntownik z Eberton (Reckless, 1984) – producent
- Pani Soffel (Mrs. Soffel, 1984) – producent
- Linia życia (Flatliners, 1990) – producent wykonawczy
- Wzgórza Pacyfiku (Pacific Heights, 1990) – producent
- Odnaleźć siebie (Regarding Henry, 1991) – producent
- Tate-mały geniusz (Little Man Tate, 1991) – producent
- Rodzina Addamsów (The Addams Family, 1991) – producent
- Białe piaski (White Sands, 1992) – producent
- Zakonnica w przebraniu (Sister Act, 1992) – producent wykonawczy
- Jennifer 8 (1992) – producent wykonawczy
- Mikey i ja (Life with Mikey, 1993) – producent
- Firma (The Firm, 1993) – producent
- Szachowe dzieciństwo (Searching for Bobby Fischer, 1993) – producent
- Rodzina Addamsów II (Addams Family Values, 1993) – producent
- Zakonnica w przebraniu 2: Powrót do habitu (Sister Act 2: Back in the Habit, 1993) – producent
- Naiwniak (Nobody’s Fool, 1994) – producent
- Narzeczona dla geniusza (I.Q., 1994) – producent wykonawczy
- Clueless (1995) – producent
- Sabrina (1995) – producent
- Mamuśka (Mother, 1996) – producent
- Zmowa pierwszych żon (The First Wives Club, 1996) – producent
- Okup (Ransom, 1996) – producent
- Pokój Marvina (Marvin's Room, 1996) – producent
- Przodem do tyłu (In & Out, 1997) – producent
- Półmrok (Twilight, 1998) – producent
- Truman Show (The Turman Show, 1998) – producent
- Adwokat (A Civil Action, 1998) – producent
- Miasteczko South Park (South Park: Bigger, Longer & Uncut, 1999) – producent wykonawczy
- Ciemna strona miasta (Bringing Out the Dead, 1999) – producent
- Jeździec bez głowy (Sleepy Hollow, 1999) – producent
- Prochy Angeli (Angela’s Ashes, 1999) – producent
- Cudowni chłopcy (Wonder Boys, 2000) – producent
- Regulamin zabijania (Rules of Engagement, 2000) – producent
- Shaft (2000) – producent
- Jordeys (2000) – producent
- Zoolander (2001) – producent
- Genialny klan (The Royal Tenenbaums, 2001) – producent
- Iris (2001) – producent
- Kwaśne pomarańcze (Orange County, 2002) – producent
- Zmiana pasa (Changing Lanes, 2002) – producent
- Godziny (The Hours, 2002) – producent
- Marci X (2003) – producent
- Szkoła rocka (The School of Rock, 2003) – producent
- Żony ze Stepford (The Stepford Wives, 2004) – producent
- Kandydat (The Manchurian Candidate, 2004) – producent
- Osada (The Village, 2004) – producent
- Jak być sobą (I Heart Huckabees, 2004) – producent
- Ekipa Ameryka: Policjanci z jajami (Team America: World Police, 2004) – producent
- Bliżej (Closer, 2004) – producent wykonawczy
- Lemony Snicket: Seria niefortunnych zdarzeń (Lemony Snicket's A Series of Unfortunate Events, 2004) – producent wykonawczy
- Podwodne życie ze Steve’em Zissou (The Life Aquatic with Steve Zissou, 2004) – producent
- Kolor zbrodni (Freedomland, 2006) – producent
- Wild Tigers I Have Known (2006) – producent wykonawczy
- Miłość na zamówienie (Failure to Launch, 2006) – producent
- Reprise. Od początku, raz jeszcze (Reprise, 2006) – producent wykonawczy
- Venus (2006) – producent wykonawczy
- Królowa (The Queen, 2006) – producent wykonawczy
- Notatki o skandalu (Notes on a Scandal, 2006) – producent
- Pociąg do Darjeeling (The Darjeeling Limited, 2007) – producent
- To nie jest kraj dla starych ludzi (No Country for Old Men, 2007) – producent
- Margot jedzie na ślub (Margot at the Wedding, 2007) – producent
- Aż poleje się krew (There Will Be Blood, 2007) – producent wykonawczy
- Kochanice króla (The Other Boleyn Girl, 2008) – producent wykonawczy
- Stan spoczynku (Stop-Loss, 2008) – producent
- Wątpliwość (Doubt, 2008) – producent
- Droga do szczęścia (Revolutionary Road, 2008) – producent
- Julie i Julia (Julie & Julia, 2009) – producent wykonawczy
- Fantastyczny pan Lis (Fantastic Mr. Fox, 2009) – producent
- To skomplikowane (It's Complicated, 2009) – producent
- Greenberg (2010) – producent
- The Social Network (2010) – producent
- Prawdziwe męstwo (True Grit, 2010) – producent
- Niepokonani (The Way Back, 2010) – producent wykonawczy
- Moneyball (2011) – producent wykonawczy
- Margaret (2011) – producent
- Dziewczyna z tatuażem (The Girl with the Dragon Tattoo, 2011) – producent
- Strasznie głośno, niesamowicie blisko (Extremely Loud & Incredibly Close, 2011) – producent
- Dyktator (The Dictator, 2012) – producent
- Kochankowie z Księżyca. Moonrise Kingdom (Moonrise Kingdom, 2012) – producent
- Frances Ha (2012) – producent
- Co jest grane, Davis? (Inside Llewyn Davis, 2013) – producent
- Kapitan Phillips (Captain Phillips, 2013) – producent
- Grand Budapest Hotel (The Grand Budapest Hotel, 2014) – producent
- Rosewater (2014) – producent
- Ta nasza młodość (While We're Young, 2014) – producent i aktor; jako Gość na przyjęciu; niewymieniony w czołówce jako aktor
- Pierwsza piątka (Top Five, 2014) – producent
- Wada ukryta (Inherent Vice, 2014) – producent wykonawczy
- Ex Machina (2014) – producent wykonawczy
- Mistress America (2015) – producent
- Witamy na Hawajach (Aloha, 2015) – producent
- Steve Jobs (2015) – producent
- Zoolander 2 (2016) – producent
- Płoty (Fences, 2016) – producent
- Opowieści o rodzinie Meyerowitz (utwory wybrane) (The Meyerowitz Stories, 2017) – producent
- Lady Bird (2017) – producent
- Ósma klasa (Eighth Grade, 2018) – producent
- Anihilacja (Annihilation, 2018) – producent
- Wyspa psów (Isle of Dogs, 2018) – producent
- Polowanie z tatą (The Legacy of a Whitetail Deer Hunter, 2018) – producent
- Game Over, Man! (2018) – producent
- 22 lipca (22 July, 2018) – producent
- Najlepsze lata (Mid90s, 2018) – producent
- Dziewczyna w sieci pająka (The Girl in the Spider's Web, 2018) – producent
- Nieoszlifowane diamenty (Uncut Gems, 2019) – producent
- Pierwsza krowa (2019) – producent wykonawczy